# Tilouine
 (août 2020).
Si vous disposez d'ouvrages ou d'articles de référence ou si vous connaissez des sites web de qualité traitant du thème abordé ici, merci de compléter l'article en donnant les références utiles à sa vérifiabilité et en les liant à la section « Notes et références ».
Tilouine ou Gheris Es-Soufli est une oasis située dans la région de Drâa-Tafilalet au Maroc. 

## Géographie
Elle se situe à 18 km à l'est de Goulmima et 76 km au sud-est de la ville d'Errachidia, la capitale administrative de la province. 
Malgré sa situation géographique, il arrive à Tilouine de se recouvrir de neige en hiver.

## Historique
Elle servait autrefois de passage aux touristes pour se rendre à Erfoud en moto-cross ou en 4x4 (la route a depuis été goudronnée) et un pont enjambe l'oued.
Il existait entre Tilouine et Goulmima un aérodrome qui servait aux militaires français pendant la colonisation. Il n'en subsiste aujourd'hui que le panneau indicatif sur un mur de pierres. On peut également voir les ruines des anciens bureaux administratifs français dans le quartier de Ksar-el-Kdim.

## Personnalités
La famille du footballeur marocain Jamal Alioui est originaire de cette oasis.